# David Schlichter
David Schlichter (* 1995 in Berlin-Schöneberg) ist ein deutscher Schauspieler.
David Schlichter ist der Sohn des Regisseurs Mark Schlichter. Seinen ersten Film drehte er im Alter von 8 Jahren. Schlichter drehte auch für das Kino, stand aber seit 2011 hauptsächlich für das Fernsehen vor der Kamera.
In der ZDF-Serie Letzte Spur Berlin war er in der Folge Herzblut (Erstausstrahlung: März 2014) in einer Episodenhauptrolle zu sehen; er spielte den Praktikanten Vincent Gall, den besten Freund eines 13-jährigen Jugendlichen, der unter Verdacht gerät, gemeinsam mit ihm einen Sprengsatz gebastelt zu haben, um dessen tote Mutter zu rächen.
In der Fernsehserie Tierärztin Dr. Mertens spielte er in mehreren Folgen der 5. Staffel, die 2016 ausgestrahlt wurden, eine wiederkehrende Rolle; er war Leon, ein Freund von Jonas, dem Sohn der weiblichen Serienhauptfigur Susanne Mertens (Elisabeth Lanz).
2014 wirkte er im Rahmen der Kampagne „Alkohol? Kenn Dein Limit“ in einem Werbespot gegen Alkoholkonsum mit.
Er lebt mit seiner Familie in Berlin.

## Filmografie
- 2010: Das Leben ist zu lang
- 2011: Rotmann schlägt zurück (Fernsehfilm)
- 2011: Tatort: Altes Eisen (Fernsehreihe)
- 2014: Letzte Spur Berlin: Herzblut (Fernsehserie, Episodenrolle)
- 2015: Zorn – Vom Lieben und Sterben (Fernsehreihe)
- 2016: Tierärztin Dr. Mertens (Fernsehserie, Serienrolle)